# Дудкин Гай (Новосанжарский район)

Дудкин Гай (укр. Дудкин Гай) — село,
Крутобалковский сельский совет,
Новосанжарский район,
Полтавская область,
Украина.
Код КОАТУУ — 5323481803. Население по переписи 2001 года составляло 246 человек.

## Географическое положение
Село Дудкин Гай находится на расстоянии в 3 км от сёл Драбиновка и Крутая Балка.

## История
- В селе была Предтеченская церковь (постр. 1900).

## Объекты социальной сферы
- Фельдшерско-акушерский пункт.

## Религия

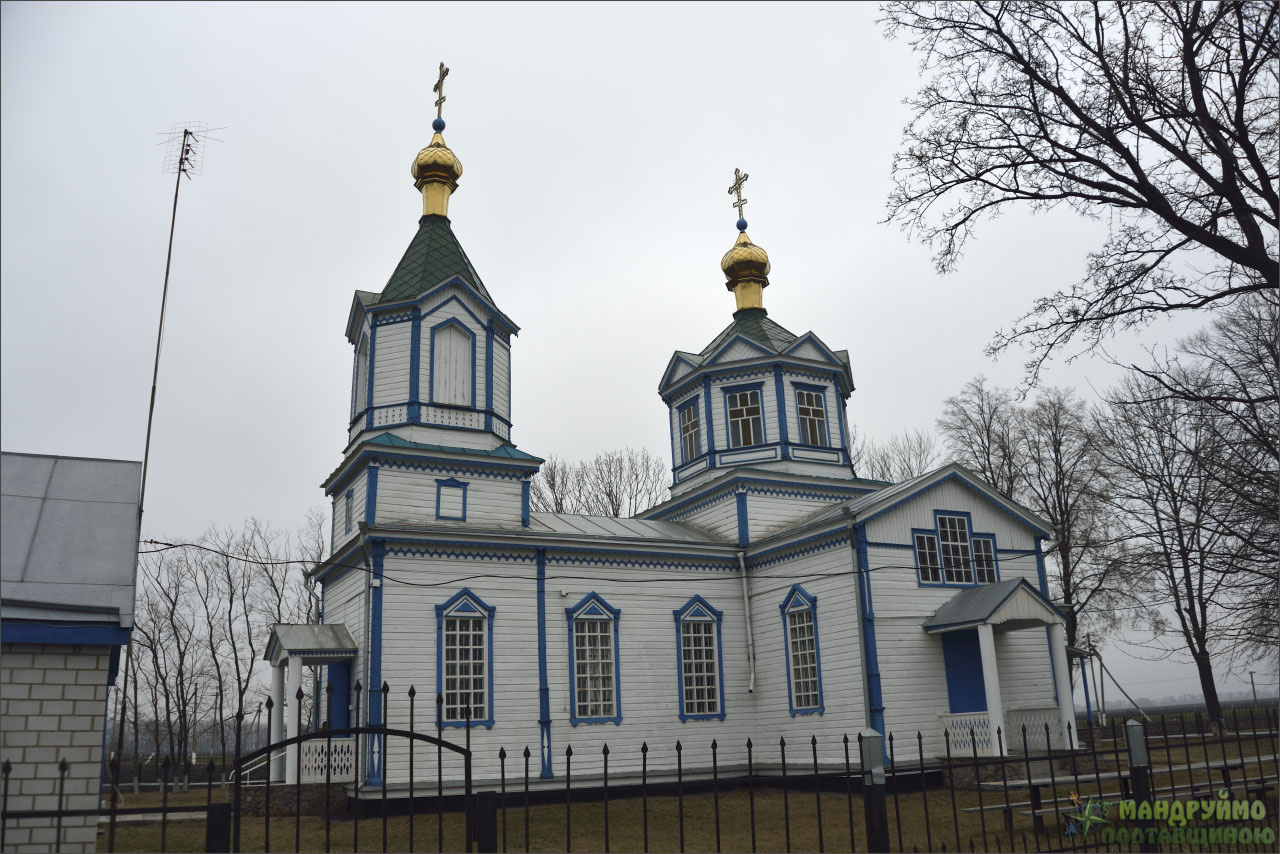
Храм в честь Рождества Иоанна Предтечи

- Храм в честь Рождества Иоанна Предтечи (построен в 1901 году).